# 23889 Hermanngrassmann
23889 Hermanngrassmann este un asteroid din centura principală de asteroizi.

## Descriere
23889 Hermanngrassmann este un asteroid din centura principală de asteroizi. A fost descoperit pe 26 septembrie 1998 la Prescott (Arizona) de Paul G. Comba. Asteroidul prezintă o orbită caracterizată de o semiaxă mare de 3,10 ua, o excentricitate de 0,16 și o înclinație de 0,8° în raport cu ecliptica.